# Tetrodon
Tetrodon es un género con dos especies de orquídeas. Ha sido separado del género Dendrobium. Son orquídeas epífitas que se producen en Filipinas, Australia y Nueva Caledonia.

## Sinonimia
Han sido segregadas del género Dendrobium Sw.

## Taxonomía
El género Tetrodon fue separarado de Dendrobium por M.A.Clem. & D.L.Jones en 1998.
Su especie tipo es Tetrodon oppositifolius.
El género cuenta actualmente con dos especies.

## Especies
- Tetrodon oppositifolius  (Kraenzl.) M.A. Clements & D.L. Jones (1998)
- Tetrodon petrophilus  (Kraenzl.) M.A. Clements & D.L. Jones (1998)